# Damián Velázquez de Contreras
Damián Velázquez de Contreras y Osorio (nacido en Madrid en el siglo XVI) fue un político español en América, ocupando entre otros cargos el de gobernador de Cuba.

## Biografía
Hijo de Jerónimo Velázquez de Contreras, empresario teatral y uno de los mejores cómicos del país, y de Inés Osorio. Por la profesión del padre, la familia tuvo como amigos a Lope de Vega, Miguel de Cervantes y otros reputados escritores. Además, la hermana de Damián, llamada Elena Osorio, fue amante de Lope de Vega, y estuvo casada con el actor Cristóbal Calderón.
Damián trabajó inicialmente de cómico para contribuir a la economía familiar, y cuando su padre comenzó a ser conocido y obtener importantes beneficios económicos, lo llevaron a que estudiase leyes. Después de ocupar diversos cargos en España, donde fue fiscal e inquisidor en Sevilla, Madrid y Logroño, pasó con el mismo cargo a Cartagena de Indias, hasta que en 1624 fue nombrado gobernador de Cuba, permaneciendo en el cargo hasta 1626.
Antes de abandonar el cargo de gobernador, y sin recibir la autorización real, acometió los primeros pasos para la construcción del convento de Santa Clara de La Habana.